# Pol Moreno
Pol Moreno Sánchez (Barcelona, 9 de mayo de 1994) es un futbolista español que juega de defensa central en el Racing de Santander de la Segunda División de España.

## Trayectoria
Pol comenzó su carrera deportiva en las categorías inferiores del CF Damm, CF Badalona, CE Júpiter y la UE Sant Andreu, donde acabó su etapa de juvenil. En la temporada 2013-14 jugó en calidad de cedido en el Club Deportivo Masnou de la Tercera División.
En 2014 se incorporó al Centre d'Esports Sabadell Futbol Club y durante dos temporadas formaría parte del Centre d'Esports Sabadell F.C. "B" de Tercera División.
En 2016, ascendió al primer equipo del Centre d'Esports Sabadell Futbol Club de la Segunda División B, con el que disputó 68 partidos en la categoría de bronce del fútbol español en dos temporadas. 
En la temporada 2018-19, firma con el GIF Sundsvall de la Primera División de Suecia, con el que disputa 37 partidos en la máxima categoría del fútbol sueco en temporada y media.
En enero de 2020, regresa a España y firma por la UE Cornellà de la Segunda División B, dirigida por Guillermo Fernández Romo. Con el conjunto catalán disputó 10 partidos y se quedó a un solo gol del ascenso a Segunda División. 
En la temporada 2020-21, continuó en las filas de la UE Cornellà de la Segunda División B, con el que jugó 25 partidos en liga y tres en la Copa del Rey. Además, en la Copa del Rey formaría parte del equipo que logró la gesta de eliminar al Atlético de Madrid y de la que se despidió en la prórroga de los dieciseisavos de final ante el Fútbol Club Barcelona.
El 23 de junio de 2021, firma por el Racing de Santander de la Primera División RFEF por dos temporadas. En su primera temporada con el club cántabro, conseguiría el ascenso a Segunda División de España con 36 partidos, todos de ellos titular y jugando los 90 minutos. Esa temporada acabaría siendo el jugador con más minutos disputados de toda la plantilla.
En la temporada 22/23, lograría el objetivo de la salvación siendo titular en 26 partidos, la gran mayoría de ellos siendo entrenado por Guillermo Fernández Romo. Sería renovado por dos años al final de la temporada.

## Clubes
| Club                                  | País   | Año       |
| ------------------------------------- | ------ | --------- |
| UE Sant Andreu                        | España | 2013-2014 |
| CD Masnou (cedido)                    | España | 2013-2014 |
| Centre d'Esports Sabadell F.C. "B"    | España | 2014-2016 |
| Centre d'Esports Sabadell Futbol Club | España | 2016-2018 |
| GIF Sundsvall                         | Suecia | 2018-2019 |
| UE Cornellà                           | España | 2020-2021 |
| Racing de Santander                   | España | 2021-     |